# Progo
Le Progo est un fleuve indonésien d'une longueur de 138 km qui coule sur l'île de Java et se jette dans l’océan Indien.

## Source de la traduction
- (de) Cet article est partiellement ou en totalité issu de l’article de Wikipédia en allemand intitulé « Progo » (voir la liste des auteurs).